# Vacognes-Neuilly

Vacognes-Neuilly este o comună în departamentul Calvados, Franța. În 1 ianuarie 2022 avea o populație de 680 de locuitori.